# Warren Westlund
Warren DeHaven Westlund (Olympia, 20 de agosto de 1926-Seattle, 13 de febrero de 1992) fue un deportista estadounidense que compitió en remo. Participó en los Juegos Olímpicos de Londres 1948, obteniendo una medalla de oro en la prueba de cuatro con timonel.

## Palmarés internacional
| Juegos Olímpicos | Juegos Olímpicos      | Juegos Olímpicos | Juegos Olímpicos   |
| Año              | Lugar                 | Medalla          | Prueba             |
| ---------------- | --------------------- | ---------------- | ------------------ |
| 1948             | Londres (Reino Unido) | Medalla de oro   | Cuatro con timonel |